# سریع و خشن
سریع و خشن (به انگلیسی: Fast & Furious) یا سریع و خشمگین، یک فرنچایز چندرسانه‌ای مجموعه فیلم‌های اکشن است که عمدتاً به مسابقات خیابانی، سرقت‌ها و موضوع خانواده می‌پردازد. این فرنچایز همچنین شامل فیلم‌های کوتاه، سریال‌های تلویزیونی، نمایش‌های زنده، اسباب‌بازی‌ها، بازی‌های ویدیویی و موارد دیگر می‌شود که توسط یونیورسال پیکچرز توزیع شده‌است.
اولین فیلم در سال ۲۰۰۱ اکران شد که شروع اصلی فیلم‌های متمرکز بر مسابقات خیابانی غیرقانونی بود و در فیلم سریع و خشمگین ۴ (۲۰۰۹) به اوج خود رسید. این مجموعه با فیلم سریع و خشمگین ۵ (۲۰۱۱) به سمت ژانر سرقت و جاسوسی رفت و با پنج دنباله دنبال شد که جدیدترین آنها، فست اکس، در ۱۹ مه ۲۰۲۳ منتشر شد. فیلم‌های اصلی در مجموع با عنوان حماسه سریع شناخته می‌شوند.
این مجموعه از نظر تجاری موفق عمل کرد. بزرگ‌ترین فرنچایز یونیورسال و هفتمین سری فیلم پرفروش است که مجموعاً بیش از ۷ میلیارد دلار فروش داشته‌است.

## فیلم‌ها
| اسپین‌آف |

### حماسه سریع
| فیلم                       | تاریخ انتشار   | تاریخ انتشار  | درآمد گیشه            | درآمد گیشه         | درآمد گیشه         | بودجه              | منابع             |
| فیلم                       | در سراسر جهان  | ایالات متحده  | ایالات متحده و کانادا | خارجی              | در سراسر جهان      | بودجه              | منابع             |
| سریع و خشمگین              | ۷ سپتامبر ۲۰۰۱ | ۲۲ ژوئن ۲۰۰۱  | ۱۴۴٬۷۴۵٬۹۲۵ دلار      | ۶۲٬۷۷۱٬۵۸۴ دلار    | ۲۰۷٬۵۱۷٬۵۰۹ دلار   | ۳۸٬۰۰۰٬۰۰۰ دلار    | [ ۲ ]             |
| ۲ سریع و ۲ خشمگین          | ۶ ژوئن ۲۰۰۳    | ۶ ژوئن ۲۰۰۳   | ۱۲۷٬۱۵۴٬۹۰۱ دلار      | ۱۰۹٬۱۹۵٬۷۶۰ دلار   | ۲۳۶٬۳۵۰٬۶۶۱ دلار   | ۷۶٬۰۰۰٬۰۰۰ دلار    | [ ۳ ]             |
| سریع و خشمگین: توکیو دریفت | ۱۶ ژوئن ۲۰۰۶   | ۱۶ ژوئن ۲۰۰۶  | ۶۲٬۵۱۴٬۴۱۵ دلار       | ۹۶٬۴۵۰٬۱۹۵ دلار    | ۱۵۸٬۹۶۴٬۲۹۲ دلار   | ۸۵٬۰۰۰٬۰۰۰ دلار    | [ ۴ ] [ ۵ ]       |
| سریع و خشمگین ۴            | ۱ آوریل ۲۰۰۹   | ۳ آوریل ۲۰۰۹  | ۱۵۵٬۰۶۴٬۲۶۵ دلار      | ۲۰۵٬۳۰۲٬۶۰۵ دلار   | ۳۶۰٬۳۶۶٬۸۷۰ دلار   | ۸۵٬۰۰۰٬۰۰۰ دلار    | [ ۶ ]             |
| سریع و خشمگین ۵            | ۲۰ آوریل ۲۰۱۱  | ۲۹ آوریل ۲۰۱۱ | ۲۰۹٬۸۳۷٬۶۷۵ دلار      | ۴۱۶٬۳۰۰٬۰۰۰ دلار   | ۶۲۶٬۱۳۷٬۶۷۵ دلار   | ۱۲۵٬۰۰۰٬۰۰۰ دلار   | [ ۷ ] [ ۸ ] [ ۹ ] |
| سریع و خشمگین ۶            | ۲۴ مه ۲۰۱۳     | ۲۴ مه ۲۰۱۳    | ۲۳۸٬۶۷۹٬۸۵۰ دلار      | ۵۵۰٬۰۰۱٬۱۱۸ دلار   | ۷۸۸٬۶۸۰٬۹۶۸ دلار   | ۱۶۰٬۰۰۰٬۰۰۰ دلار   | [ ۱۰ ]            |
| سریع و خشمگین ۷            | ۳ آوریل ۲۰۱۵   | ۳ آوریل ۲۰۱۵  | ۳۵۳٬۰۰۷٬۰۲۰ دلار      | ۱٬۱۶۲٬۰۴۰٬۶۵۱ دلار | ۱٬۵۱۵٬۰۴۷٬۶۷۱ دلار | ۱۹۰٬۰۰۰٬۰۰۰ دلار   | [ ۱۱ ]            |
| سرنوشت خشمگین              | ۱۴ آوریل ۲۰۱۷  | ۱۴ آوریل ۲۰۱۷ | ۲۳۶٬۰۰۰٬۰۰۰ دلار      | ۱٬۰۰۰٬۰۰۰٬۰۰۰ دلار | ۱٬۲۳۶٬۰۰۰٬۰۰۰ دلار | ۲۵۰٬۰۰۰٬۰۰۰ دلار   | [ ۱۲ ]            |
| هابز و شاو                 | ۲ اوت ۲۰۱۹     | ۲ اوت ۲۰۱۹    | ۱۷۳٬۹۵۶٬۹۳۵ دلار      | ۵۸۶٬۱۰۰٬۰۰۰ دلار   | ۷۵۹٬۰۵۶٬۹۳۵ دلار   | ۲۰۰٬۰۰۰٬۰۰۰ دلار   | [ ۱۳ ]            |
| اف۹                        | ۱۹ مه ۲۰۲۱     | ۲۵ ژوئن ۲۰۲۱  | ۱۷۳٬۰۰۵٬۹۴۵ دلار      | ۵۵۳٬۲۲۳٬۵۵۶ دلار   | ۷۲۶٬۲۲۹٬۵۰۱ دلار   | ۲۰۰٬۰۰۰٬۰۰۰ دلار   | [ ۱۴ ]            |
| فست اکس                    | —              | ۱۹ مه ۲۰۲۳    | ۱۴۵٬۹۶۰٬۶۶۰ دلار      | ۵۷۴٬۲۰۵٬۱۱۴ دلار   | ۷۲۰٬۱۶۵٬۷۷۴ دلار   | ۳۴۰٬۰۰۰٬۰۰۰ دلار   | [ ۱۵ ] [ ۱۶ ]     |
| مجموع                      | مجموع          | مجموع         | $۲٬۰۱۰٬۱۳۲٬۸۱۱        | $۵٬۳۲۶٬۵۵۷٬۰۳۵     | $۷٬۴۷۶٬۹۰۳٬۱۰۸     | ۱٬۷۴۹٬۰۰۰٬۰۰۰ دلار |                   |

## فیلم‌های کوتاه
| فیلم                                         | انتشار در آمریکا | کارگردان(ها) | فیلمنامه نویس(ها) | نوشته‌شده توسط             | تهیه‌کننده(ها)                       |
| -------------------------------------------- | ---------------- | ------------ | ----------------- | ------------------------- | ----------------------------------- |
| شارژ توربو (پیش‌درآمد برای ۲ سریع و ۲ خشمگین) | ۳ ژوئن ۲۰۰۳      | فیلیپ اَتوِل   | کیت دینیلی        | کیت دینیلی                | کریس پالادینو                       |
| راهزنان                                      | ۲۸ ژوئیه ۲۰۰۹    | وین دیزل     | تی.جی. مانچینی    | وین دیزل و تی.جی. مانچینی | وین دیزل، جسی تررو و سامانتا وینسنت |